# Isländische Badminton-Juniorenmeisterschaft
Die Isländische Badminton-Juniorenmeisterschaften werden seit 1990 ausgetragen.

## Die Titelträger
| Saison | Herreneinzel                | Dameneinzel                   | Herrendoppel                                        | Damendoppel                                                  | Mixed                                             |
| ------ | --------------------------- | ----------------------------- | --------------------------------------------------- | ------------------------------------------------------------ | ------------------------------------------------- |
| 1990   | Óli Björn Zimsen            | Sigrun Erlendsdottir          | Óli Björn Zimsen Ástvaldur Heiðarsson               | Sigrun Erlendsdottir Elsa Nielsen                            | Andri Stefansson Sigríður Bjarnadóttir            |
| 1991   | Óli Björn Zimsen            | Elsa Nielsen                  | Óli Björn Zimsen Gunnar Petersen                    | Anna Steinsen Áslaug Jónsdóttir                              | Óli Björn Zimsen Elsa Nielsen                     |
| 1992   | Kristjan Danielsson         | Elsa Nielsen                  | Kristjan Danielsson Gunnar Petersen                 | Elsa Nielsen Áslaug Jónsdóttir                               | Gunnar Petersen Elsa Nielsen                      |
| 1993   | Njörður Ludvigsson          | Brynja Steinsen               | Njörður Ludvigsson Tryggvi Nielsen                  | Brynja Steinsen Valdis Jonsdottir                            | Njörður Ludvigsson Aðalheiður Pálsdóttir          |
| 1994   | Njörður Ludvigsson          | Vigdís Ásgeirsdóttir          | Njörður Ludvigsson Hjalti Hardarsson                | Magnea Magnusdottir Erla Björg Hafsteinsdóttir               | Njörður Ludvigsson Vigdís Ásgeirsdóttir           |
| 1995   | Sveinn Sölvason             | Vigdís Ásgeirsdóttir          | Harald Gudmundsson Orri Orn Arnason                 | Brynja Pétursdóttir Birna Gudbjartsdottir                    | Harald Gudmundsson Vigdís Ásgeirsdóttir           |
| 1996   | Sveinn Sölvason             | Brynja Pétursdóttir           | Sveinn Sölvason Bjorn Jonsson                       | Brynja Pétursdóttir Birna Gudbjartsdottir                    | Sveinn Sölvason Erla Björg Hafsteinsdóttir        |
| 1997   | Saevar Strom                | Erla Björg Hafsteinsdóttir    | Saevar Strom Helgi Jóhannesson                      | Erla Björg Hafsteinsdóttir Anna L. Sigurthardottir           | Magnús Ingi Helgason Erla Björg Hafsteinsdóttir   |
| 1998   | Ingólfur Ingólfsson         | Katrín Atladóttir             | Ingólfur Ingólfsson Magnús Ingi Helgason            | Katrín Atladóttir Ragna Ingólfsdóttir                        | Magnús Ingi Helgason Katrín Atladóttir            |
| 1999   | Magnús Ingi Helgason        | Sara Jónsdóttir               | Ingólfur Ingólfsson Magnús Ingi Helgason            | Katrín Atladóttir Sara Jónsdóttir                            | Helgi Jóhannesson Helgi Jonsdottir                |
| 2000   | Helgi Jóhannesson           | Sara Jónsdóttir               | Helgi Jóhannesson David Thor Gudmundson             | Ragna Ingólfsdóttir Oddny Hjobjartsdottir                    | Helgi Jóhannesson Sara Jónsdóttir                 |
| 2001   | Helgi Jóhannesson           | Ragna Ingólfsdóttir           | Helgi Jóhannesson Valur Thrainsson                  | Ragna Ingólfsdóttir Oddny Hjobjartsdottir                    | Helgi Jóhannesson Ragna Ingolsdottir              |
| 2002   | Baldur Gunnarsson           | Ragna Ingólfsdóttir           | Valur Thrainsson Baldur Gunnarsson                  | Halldóra Johannsdottir Bjork Kristjansdottir                 | Baldur Gunnarsson Tinna Helgadóttir               |
| 2003   | Valur Thrainsson            | Tinna Helgadóttir             | Valur Thrainsson Sigurjón Jóhannsson                | Halldóra Johannsdottir Bjork Kristjansdottir                 | Valur Trainsson Halldora Johannesdottir           |
| 2004   | Holmsteinn Valdimarsson     | Halldora Johannsdottir        | Daníel Reynisson Arthur Josefsson                   | Halldóra Jóhannsdóttir Gudrun Magnusdottir                   | Arthur Josefsson Halldora Johannesdottir          |
| 2005   | Holmsteinn Valdimarsson     | Snjólaug Jóhannsdóttir        | Barki Stefansson Atli Jóhannesson                   | Snjólaug Jóhannsdóttir Hrefna Rós Matthíasdóttir             | Atli Jóhannesson Snjólaug Jóhannsdóttir           |
| 2006   | Atli Jóhannesson            | Karitas Ósk Ólafsdóttir       | Barki Stefansson Atli Jóhannesson                   | Birgitta Ran Asgeirsdottir Karitas Ósk Ólafsdóttir           | Bjarki Stefansson Hrefna Rós Matthíasdóttir       |
| 2007   | Atli Jóhannesson            |                               | Atli Jóhannesson Daníel Thomsen                     | Hanna Maria Gudbjartsdottir Una Hardardottir                 | Daníel Thomsen Hanna Maria Gudbjartsdottir        |
| 2008   | Borgar Heimirson            | Una Hardardottir              | Kári Gunnarsson Borgar Heimirson                    | Karitas Eva Jonsdottir Una Hardardottir                      | Robert Thor Henn Una Hardardottir                 |
| 2009   | Kári Gunnarsson             | Sunna Osp Runolfsdottir       | Haukur Stefansson Kári Gunnarsson                   | Berta Sandholt Sunna Osp Runolfsdottir                       | Kári Gunnarsson Sunna Osp Runolfsdottir           |
| 2010   | Kári Gunnarsson             | Elin Thora Eliadottir         | Kári Gunnarsson Haukur Stefansson                   | Jóhanna Jóhannsdóttir Sunna Osp Runolfsdottir                | Kári Gunnarsson Jóhanna Jóhannsdóttir             |
| 2011   | Nokkvi Runarsson            | Rakel Jóhannesdóttir          | Thomas Thor Thomsen Nokkvi Runarsson                | Elin Thora Eliasdottir Rakel Jóhannesdóttir                  | Nokkvi Runarsson Jóhanna Jóhannsdóttir            |
| 2012   | Olafur Orn Gudmundsson      | Maria Arnadottir              | Sigurdur Sverrir Gunnarsson Thorkell Ingi Eriksson  | Elisabeth Christensen Maria Arnadottir                       | Olafur Orn Gudmundsson Sara Högnadóttir           |
| 2013   | Sigurdur Sverrir Gunnarsson | Sara Högnadóttir              | Thomas Thor Thomsen Daniel Johannesson              | Margrét Jóhannsdóttir Sara Högnadóttir                       | Thomas Thor Thomsen Margrét Jóhannsdóttir         |
| 2014   | Daniel Johannesson          | Margrét Jóhannsdóttir         | Daniel Johannesson Sigurdur Sverrir Gunnarsson      | Margrét Jóhannsdóttir Sara Högnadóttir                       | Sigurdur Sverrir Gunnarsson Margrét Jóhannsdóttir |
| 2015   | Palmi Gudfinnsson           | Sigríður Árnadóttir           | Daniel Johannesson Palmi Gudfinnsson                | Jona Kristin Hjartardottir Sigríður Árnadóttir               | Daniel Johannesson Sigríður Árnadóttir            |
| 2016   | Palmi Gudfinnsson           | Alda Karen Jonsdottir         | Davíð Bjarni Björnsson Palmi Gudfinnsson            | Arna Karen Johannsdottir Margret Nilsdottir                  | Davíð Bjarni Björnsson Arna Karen Johannsdottir   |
| 2017   | Davíð Bjarni Björnsson      | Harpa Hilmisdóttir            | Davíð Bjarni Björnsson Atli Tómasson                | Andrea Nilsdóttir Harpa Hilmisdóttir                         | Davíð Bjarni Björnsson Andrea Nilsdóttir          |
| 2018   | Elís Þór Dansson            | Þórunn Eylands                | Bjarni Þór Sverrisson Eysteinn Högnason             | Úlfheiður Embla Ásgeirsdóttir Þórunn Eylands                 | Einar Sverrisson Þórunn Eylands                   |
| 2019   | Eysteinn Högnason           | Þórunn Eylands                | Bjarni Þór Sverrisson Eysteinn Högnason             | Halla María Gústavsdóttir Una Hrund Örvar                    | Einar Sverrisson Þórunn Eylands                   |
| 2020   | nicht ausgetragen           | nicht ausgetragen             | nicht ausgetragen                                   | nicht ausgetragen                                            | nicht ausgetragen                                 |
| 2021   | Gústav Nilsson              | Júlíana Karitas Jóhannsdóttir | Gústav Nilsson Stefán Árni Arnarsson                | Júlíana Karitas Jóhannsdóttir Karolina Prus                  | Gústav Nilsson Júlíana Karitas Jóhannsdóttir      |
| 2022   | Gústav Nilsson              | Júlíana Karitas Jóhannsdóttir | Gústav Nilsson Stefán Árni Arnarsson                | Júlíana Karitas Jóhannsdóttir Ragnheiður Birna Ragnarsdóttir | Gústav Nilsson Júlíana Karitas Jóhannsdóttir      |
| 2023   | Gabríel Ingi Helgason       | nicht ausgetragen             | Gabríel Ingi Helgason Kristian Óskar Sveinbjörnsson | nicht ausgetragen                                            | Gabríel Ingi Helgason María Rún Ellertsdóttir     |
| 2024   | Einar Óli Guðbjörnsson      | nicht ausgetragen             | Einar Óli Guðbjörnssonn Funi Hrafn Eliasen          | nicht ausgetragen                                            | Einar Óli Guðbjörnsson Lilja Bu                   |
| 2025   | Einar Óli Guðbjörnsson      | Lilja Bu                      | Einar Óli Guðbjörnssonn Funi Hrafn Eliasen          | Hrafnhildur Edda Ingvarsdóttir Katla Sól Arnarsdóttir        | Einar Óli Guðbjörnsson Lilja Bu                   |